# Electronic meditation

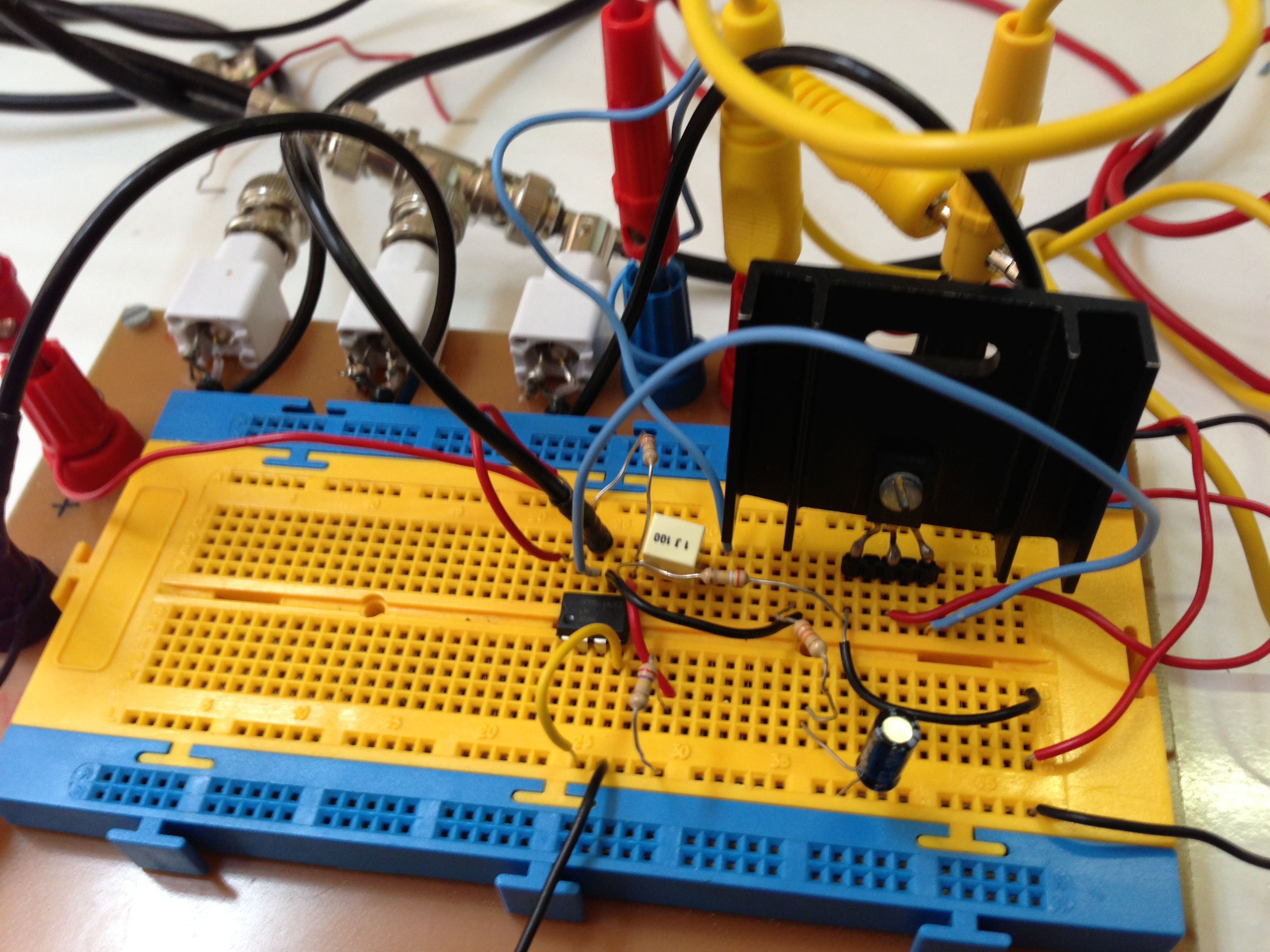
Bread- of protoboard

Electronic meditation is het debuutalbum van Tangerine Dream uit 1970. De muziekgroep zou later een van de grondleggers van de elektronische muziek binnen de popmuziek worden, maar dat was hier nog niet het geval.

## Inleiding
De totstandkoming berustte op toeval. Rolf-Ulrich Kaiser van het net opgerichte Ohr platenlabel kreeg opnamen van Edgar Froese en constorten te horen en zag wel wat in deze experimentele band. Hij bood 1000 DM voor opnamen, die weerstand moesten bieden aan de Amerikaanse popmuziek. Opnamen werden verricht in een leegstaande fabriek in Berlijn. Er is eigenlijk sprake van liveopnamen want veel geluidstechnische mogelijkheden had TD niet, de opnameapparatuur bestond uit een Revox bandrecorder. Er kon weinig ingemonteerd worden.
Het album bevat experimentele psychedelische rock in de stijl van een vroege Pink Floyd in hun Syd Barrett-periode. Er zijn allerlei alledaagse geluidseffecten toegevoegd, zoals de geluiden van een rekenmachine. Het album is daarmee een buitenbeentje in het repertoire van TD. Wat wel op de toekomst wees, is dat er geen zang is te horen. Wel leest Froese een tekst (kaartje voor een veer) voor in de laatste track, de tekst is achterstevoren op de langspeelplaat geperst. Van het album bestaan talloze versies met allerlei verschillende hoezen, want na de faillietverklaring van Ohr kwam het album vrij. Voor wat thema is er sprake van een conceptalbum handelend over geboorte, leven, dood, hergeboorte.

## Hoes
Dat laatste is terug te vinden in de platenhoes. Electronic meditation werd het vijfde album dat op Ohr werd uitgebracht. Eerdere albums van Floh de Cologne, Limbus 4, Bernd Witthüser en Embryo, alle ontworpen door Reinhard Hippen, hadden op de hoes een centraal thema, een babypop. Voor het TD-album werd een op de buik liggende pop afgebeeld, waarbij uit de rug allerlei kabels ontspruiten, een soort breadboard.

## Musici
Het is het enige album dat in de volgende samenstelling tot stand kwam en daarmee ook een van de weinige waarop slagwerk te horen is. Pas later verschenen de namen van Jackson en Keyserling als medewerkers op de hoes:
- Edgar Froese – gitaar, orgel, piano, geluidseffecten en tapes
- Conrad Schnitzler – cello, viool en typemachine
- Klaus Schulze – slagwerk, percussie
- Jimmy Jackson – orgel
- Thomas Keyserling – dwarsfluit.

## Muziek
Het originele album had Duitse titels; bij heruitgaven werden ook Engelse titels vermeld.

| Nr. | Titel                                                             | Duur  |
| --- | ----------------------------------------------------------------- | ----- |
| 1.  | Geburt/Genesis                                                    | 5:57  |
| 2.  | Reise durch ein brennendes Gehirn/Journey through a burning brain | 12:26 |

| Nr. | Titel                         | Duur  |
| --- | ----------------------------- | ----- |
| 1.  | Kalter Rauch/Cold smoke       | 10:38 |
| 2.  | Asche zu Asche/Ashes to ashes | 4:06  |
| 3.  | Auferstehung/Resurrection     | 3:27  |

## Nasleep
Het blad Sounds recenseerde het als sterk wisselend. Niet alleen per persoon, maar ook per dag. Soms was het spannende muziek, luisterde je later dan kon het als uitermate saai worden gevonden, een dag later weer enerverend. Toen het album uitgebracht werd, werden nog concerten gegeven, maar na acht maanden stapte Schulze op; hij gaf als reden op dat hij ging trouwen, maar startte ook een eigen loopbaan binnen de elektronische muziek. Froese vond hem overigens een slechte drummer, maar vond zijn vernieuwingsdrang ongeëvenaard. Ook Schnitzler vertrok.
Nebulous Dawn bevat opnamen uit The Pink Years: 
CD1= Electronic meditation / Alpha Centauri ·
CD2= Zeit ·
CD3= Ultima Thule / Atem